# Phường 11, Quận 10
Phường 11 là một phường thuộc Quận 10, Thành phố Hồ Chí Minh, Việt Nam.
Phường 11 có diện tích 0,22 km², dân số năm 2021 là 9.249 người,  mật độ dân số đạt 42.040 người/km².